# Benjamin Morrell
Pour les articles homonymes, voir Morrell.
Benjamin Morrell (5 juillet 1795, Rye - janvier 1839, Mozambique) est un capitaine de phoquier et explorateur américain, qui entre 1823 et 1831 a fait une série de voyages, principalement dans les océans Austral et Pacifique, qui seront la base de son récit A Narrative of Four Voyages (1832). Morrell avait une réputation fantaisiste parmi ses pairs, en particulier à cause de son expérience en Antarctique qui a été contestée par les géographes et les historiens.

## Biographie
Morrell a eu un début de carrière mouvementé, fuguant pour aller en mer à l'âge de seize ans avant d'être capturé et emprisonné deux fois par les Britanniques pendant la guerre anglo-américaine de 1812. Il a ensuite navigué comme marin plusieurs années avant d'être nommé en tant que second capitaine, et plus tard capitaine, du phoquier new-yorkais Wasp. En 1823, il prit le navire pour faire un voyage prolongé dans les eaux australes, et c'est à partir de ce premier voyage que la controverse entourant sa réputation se développa. Plusieurs de ses revendications, le premier pas sur l'île Bouvet, une avancée en mer de Weddell à 70°S, un passage rapide de 5 600 km à des latitudes improbables, et la découverte d'un littoral qu'il a appelé le Nouveau-Groenland méridional furent mises en doute ou se révélèrent faux. Ses trois voyages suivants, à bord de différents navires, ont été moins controversés, bien que ses descriptions de divers incidents ont été rejetées comme absurdes ou fantaisistes. Son absence de fiabilité s'est également aggravée par son habitude de relater les expériences d'autres personnes dans ses récits.
Bien qu'il ait été une « pierre d’achoppement pour les géographes », Morrell a été défendu par des écrivains et des historiens qui, tout en déplorant son style, ont trouvé des explications à ses revendications douteuses et qui ont reconnu son honnêteté. Ses contemporains ont été moins généreux pour lui, sa réputation de menteur entravant ses tentatives de poursuivre sa carrière après la publication de son livre, et il eut de plus en plus de difficultés à obtenir un emploi. La date de sa mort est incertaine, mais semble avoir eu lieu en 1839, d'une fièvre contractée dans l'actuel Mozambique, alors qu'il était sur le chemin du retour vers l'océan Pacifique.
Ses récits ont cependant directement inspiré le romancier américain Edgar Allan Poe pour son roman Les Aventures d'Arthur Gordon Pym (1838) qui emprunte largement à A Narrative of Four Voyages,.

## Vie personnelle
Morrell a épousé en premières noces une femme dont le nom n’a pas été transmis, avec qui il a deux enfants ; cependant sa femme et les enfants meurent alors qu’il est en mer au début des années 1820. Il se remarie avec sa cousine éloignée Abby Jane Morrell, qui l’accompagnera à partir de 1829 lors de ses expéditions et en publiera également un récit. Benjamin et Abby Jane Morrell ont deux enfants.